# 萊哈馬尼
萊哈馬尼（西班牙語：Lejamaní，西班牙語發音：[leχamaˈni]），是洪都拉斯的城鎮，位於該國中西部，由科馬亞瓜省負責管轄，始建於1842年9月13日，面積21.7平方公里，海拔高度667米，2001年人口4,028，人口密度每平方公里185.62人。
14°22′N 87°42′W / 14.367°N 87.700°W